# Polysastra
Polysastra là một chi bọ cánh cứng trong họ Chrysomelidae.
Chi này được miêu tả khoa học năm 1983 bởi Shute.

## Các loài
Các loài trong chi này gồm:
- Polysastra confusa Shute, 1983
- Polysastra costatipennis (Jacoby, 1886)
- Polysastra duplicator Shute, 1983
- Polysastra explanata Shute, 1983
- Polysastra fuscitarsis Shute, 1983
- Polysastra inhabilis Shute, 1983
- Polysastra irregularis Shute, 1983
- Polysastra micropunctata Shute, 1983
- Polysastra montana Shute, 1983
- Polysastra purpurasco Shute, 1983
- Polysastra sedlaceki Shute, 1983
- Polysastra suavis Shute, 1983
- Polysastra varia Shute, 1983
- Polysastra venusta Shute, 1983